# 클린 (프로그래밍 언어)
클린(Clean)은 범용 순수 함수형 프로그래밍 언어이다. 언어의 활동적인 개발 역사 대부분에서 컨커런트 클린(Concurrent Clean)이라는 이름이 사용되었으나 어느 지점에서 이 이름의 사용은 중단되었다. 클린은 1987년 Nijmegen의 Radboud University의 연구원 단체에 의해 개발되었다.

## 기능
클린이라는 언어는 1987년에 처음 등장했으며 지금도 계속 개발되고 있다. 하스켈과 수많은 속성을 공유하고 있다: 참조 투명성, 리스트 캄프리헨션, 가드(guard), 쓰레기 수집, 고차 함수, 커링, 느긋한 계산법.
윈도우에서는 클린 배포판에 통합 개발 환경(IDE)이 포함되어 있다.

## 예시
Hello world:
```
 
module
 
hello

 
Start
 
::
 
{
#
Char
}

 
Start
 
=
 
"Hello, world!"

```

계승:
| module factorial import StdEnv fac 0 = 1 fac n = n * fac (n-1) // find the factorial of 10 Start = fac 10 | module factorial2 import StdEnv fac 0 = 1 fac n = prod [1..n] // The product of the numbers 1 to n // find the factorial of 6 Start = fac 6 |

피보나치 수:
```
  
module
 
fibonacci

  
fib
 
0
 
=
 
0

  
fib
 
1
 
=
 
1

  
fib
 
n
 
=
 
fib
 
(
n
 
-
 
2
)
 
+
 
fib
 
(
n
 
-
 
1
)

  
Start
 
=
 
fib
 
7

```

Infix 연산자:
```
  
(
^
)
 
infixr
 
8
 
::
 
Int
 
Int
 
->
 
Int

  
(
^
)
 
x
 
0
 
=
 
1

  
(
^
)
 
x
 
n
 
=
 
x
 
*
 
x
 
^
 
(
n
-1
)

```

## 컴파일
1. 소스 파일(.icl)과 정의 파일(.dcl)이 클린의 기초적인 일종인 코어 클린(Core Clean)으로 변환된다.
2. 코어 클린은 C와 클린으로 구현된 클린의 플랫폼 독립적 바이트코드(.abc)로 변환된다.
3. 바이트코드는 C를 사용하여 오브젝트 코드(.o)로 변환된다.
4. 오브젝트 코드는 모듈과 런타임 시스템에서 다른 파일들과 링크되며 클린의 일반적인 실행 파일로 변환된다.

## 플랫폼
클린은 마이크로소프트 윈도우, 매킨토시, 솔라리스, 리눅스에서 사용할 수 있다.

## 하스켈과의 비교

### 속도
2008년 벤치마크에 따르면 클린은 대부분의 경우 하스켈보다 더 빠르다:
| 언어     | Pri | Sym  | Inter | Fib | Match | Ham  | Twi | Qns | Kns  | Parse | Plog | Qsort | Isort | Msort |
| -------- | --- | ---- | ----- | --- | ----- | ---- | --- | --- | ---- | ----- | ---- | ----- | ----- | ----- |
| SAPL Int | 6.1 | 17.6 | 7.8   | 7.3 | 8.5   | 15.7 | 7.9 | 6.5 | 47.1 | 4.4   | 4.0  | 16.4  | 9.4   | 4.4   |
| SAPL Bas | 4.3 | 13.2 | 6.0   | 6.5 | 5.9   | 9.8  | 5.6 | 5.1 | 38.3 | 3.8   | 2.6  | 10.1  | 6.7   | 2.6   |
| GHC      | 2.0 | 1.7  | 8.2   | 4.0 | 4.1   | 8.4  | 6.6 | 3.7 | 17.7 | 2.8   | 0.7  | 4.4   | 2.3   | 3.2   |
| GHC -O   | 0.9 | 1.5  | 1.8   | 0.2 | 1.0   | 4.0  | 0.1 | 0.4 | 5.7  | 1.9   | 0.4  | 3.2   | 1.9   | 1.0   |
| Clean    | 0.9 | 0.8  | 0.8   | 0.2 | 1.4   | 2.4  | 2.4 | 0.4 | 3.0  | 4.5   | 0.4  | 1.6   | 1.0   | 0.6   |

## 커뮤니티
- IRC 채널: #cleanlang on freenode